# 272 Antonia
272 Antonia è un asteroide della fascia principale del diametro medio di circa 25,35 km. Scoperto nel 1888, presenta un'orbita caratterizzata da un semiasse maggiore pari a 2,7777458 UA e da un'eccentricità di 0,0307841, inclinata di 4,44336° rispetto all'eclittica.
Fa parte della famiglia di asteroidi Hoffmeister.
L'origine del suo nome è sconosciuta.